# Arcozelo (Ponte de Lima)

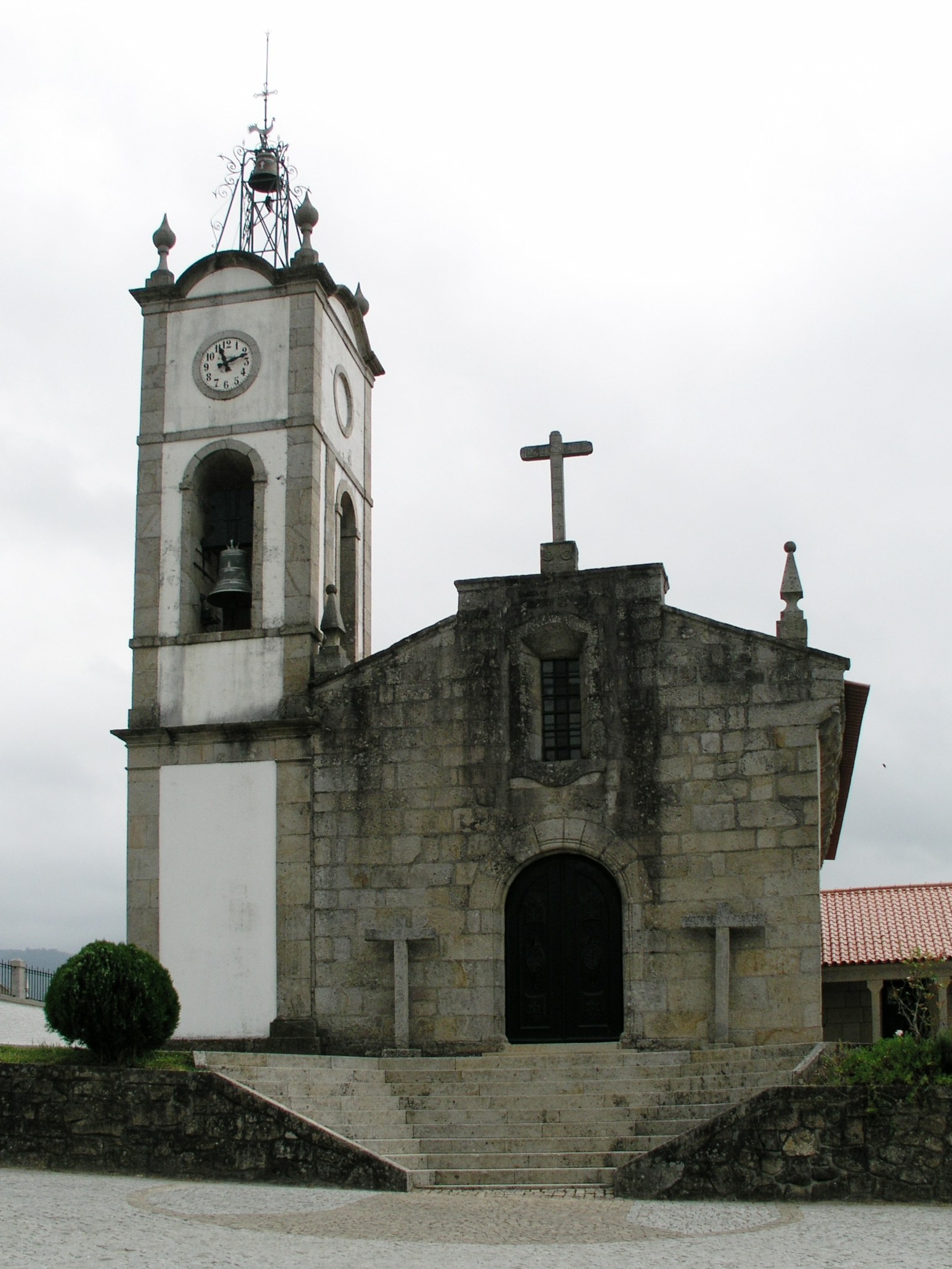
Kirche von Arcozelo

Arcozelo ist eine Gemeinde (Freguesia) im nordportugiesischen Kreis Ponte de Lima der Unterregion Minho-Lima.
 In ihr leben 3562 Einwohner (Stand 19. April 2021).

## Bauwerke
- Casa do Outeiro
- Casa de Pomarchão